# روبن هاريسون
روبن هاريسون هو ملحن وعازف بيانو كندي، ولد في 28 يوليو 1932، وتوفي في 19 مايو 2013.